# (471109) Vladobahýl
(471109) Vladobahýl est un astéroïde de la ceinture principale.

## Description
(471109) Vladobahýl est un astéroïde de la ceinture principale. Il fut découvert le 12 février 2010 à Mayhill par Stefan Kürti. Il présente une orbite caractérisée par un demi-grand axe de 2,558 UA, une excentricité de 0,161 et une inclinaison de 4,706° par rapport à l'écliptique.